# Ралли Шотландии
Ралли Шотландии раллийная гонка проходившая в центральной Шотландии, и входившая в календарь турнира Intercontinental Rally Challenge. Первая гонка прошла в 2009 году, и состояла из спецучастков, которые 20 лет назад были частью Ралли Великобритании.
В Шотландии так же проходит Шотландское Ралли, которое до 1988 года представляло Шотландию в международном автоспорте.

## История

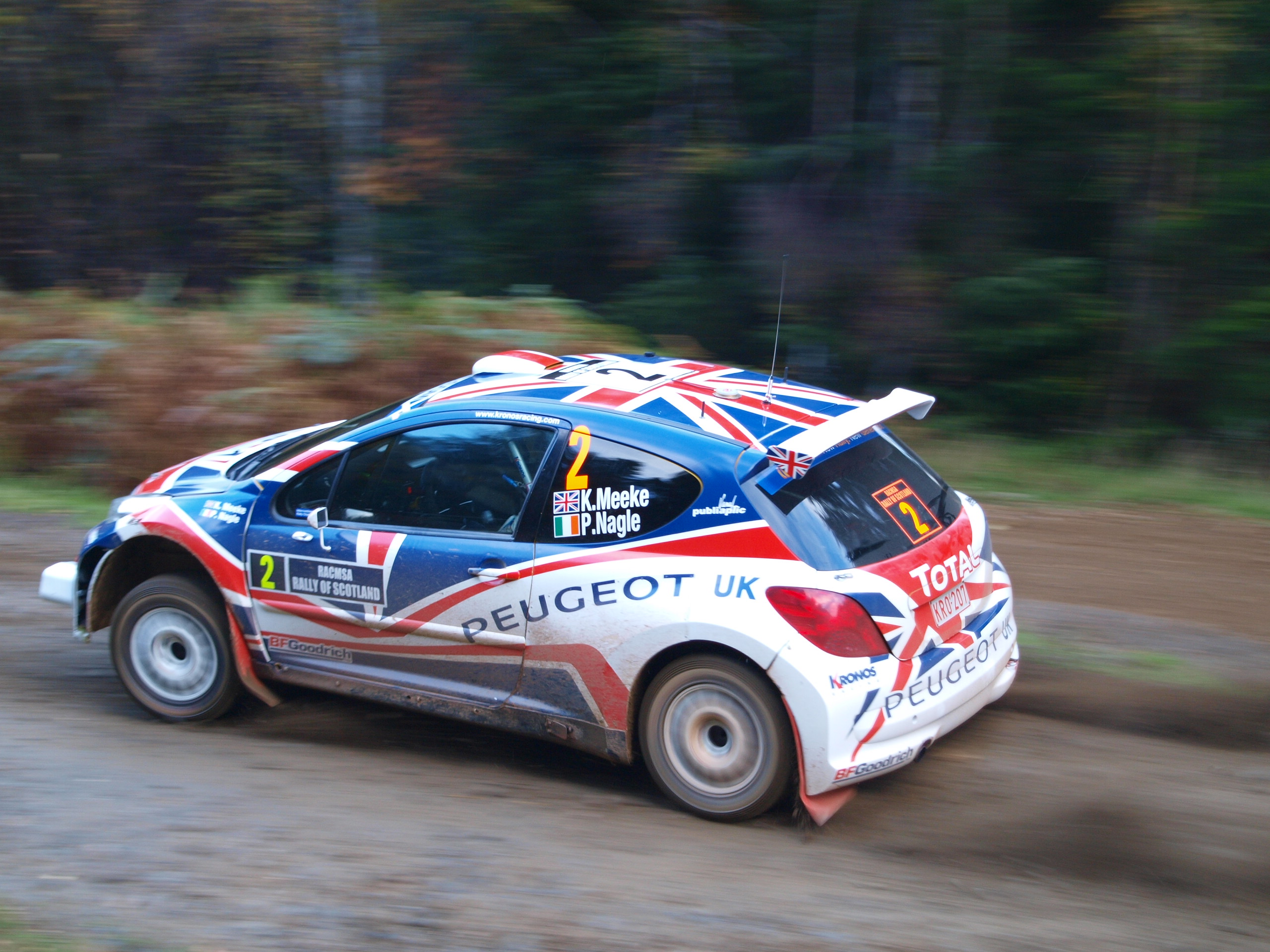
Крис Мик на Peugeot 207 на Ралли Шотландии 2010 года

На пресс-конференции в Глазго 15 октября 2008 года было объявлено, что Шотландия будет принимать этап чемпионата IRC в 2009 году (контракт подписан на три года). Среди присутствующих на презентации был министр Шотландии, Достопочтенный Алекс Салмонд, экс-чемпион мира Роберт Рид и Эндрю Коуэн основатель Mitsubishi Ralliart.
Первое мероприятие было проведено 19-21 ноября 2009 года при очень дождливой погоде. В 2010 году, этап был проведен в более ранние сроки, 15-17 октября. Юхо Ханнинен выиграл гонку и чемпионат IRC.
В 2011 году ралли прошло 7-9 октября.

## Победители
| Год  | Пилот              | Автомобиль        |
| ---- | ------------------ | ----------------- |
| 2009 | Гай Уилкс          | Škoda Fabia S2000 |
| 2010 | Юхо Ханнинен       | Škoda Fabia S2000 |
| 2011 | Андреас Миккельсен | Škoda Fabia S2000 |